# Gustavo Díaz Ordaz
Gustavo Díaz Ordaz Bolaños (San Andrés Chalchicomula, Puebla, 12 de março de 1911 — Cidade do México, 15 de julho de 1979) foi um advogado, juiz de direito, diplomata e político mexicano e foi presidente do México de 1964 a 1970.

## Primeiros Anos
Nasceu em 12 de março de 1911, em San Andrés Chalchicomula (atualmente Ciudad Serdán). Era filho do contador Ramón Díaz Ordaz Redonet (que havia sido chefe politico durante o Porfiriato), e da professora primária Sabina Bolaños Cacho de Díaz Ordaz.
Seu bisavô paterno, José María Díaz Ordaz, foi um general e um advogado que exerceu o cargo de governador do Estado de Oaxaca em meados do século XIX.
Ainda em Oaxaca, estudou nos colegios Saleciano e no Instituto de Ciências e Artes.
Em 1937, obtém o título de advogado pela Universidade Autônoma de Puebla (antigo Colégio do Estado), com a tese "El recurso de queja en el procedimiento civil”.
Atua neste período, em diversos postos acadêmicos, políticos e judiciais em seu estado natal, sendo um deles, o cargo de secretário pessoal do governador Maximino Ávila Camacho. Díaz Ordaz também foi juiz presidente da junta de Conciliação de Oaxaca,  vice-reitor da da Universidade de Puebla, e secretário geral de governo, durante o mandato de Gonzalo Bautista.

## Trajetória Política
Eleito deputado Federal em 1943, posteriormente senador (1946 - 1952), e representante do PRI, frente a Comissão Federal Eleitoral. Entre 1953 e 1958 foi vice-ministro do interior.
Durante seu período como senador, forjou uma sólida amizade com Adolfo López Mateos (seu antecessor na presidência do México) e Alfonso Corona del Rosal (que Díaz Ordaz, uma vez presidente, viria a indicar como prefeito da Cidade do México).
Entre dezembro de 1958 e novembro de 1963 foi Secretário de Gobernación (equivalente a ministro do interior) durante a presidência de seu amigo Adolfo López Mateos.
Díaz Ordaz chegou a ser considerado como um dos líderes da ala mais conservadora do Partido Revolucionário Institucional.

## Presidência (1964/1970)
Em 17 de novembro de 1963, é indicado candidato do PRI à disputa da presidência. Esta candidatura é apoiada pelos partidos Popular Socialista (PPS), e Auténtico de La Revolución (PARM).
Em maio de 1964, recebe o apoio público do ex-presidente, Lázaro Cardeñas.

### Política Econômica
Assim que assumiu a presidência, encontrou um país economicamente estável, crescimento esse constituído em mandatos anteriores. Díaz Ordaz manteve a postura de criar empresas pré-estatais, e expandiu a política fiscal.
O direito a greve permaneceu quase nulo nesse período, mantendo sob seu controle o movimento dos trabalhadores, afim de evitar eventuais "riscos" a estabilidade.

### Política Externa

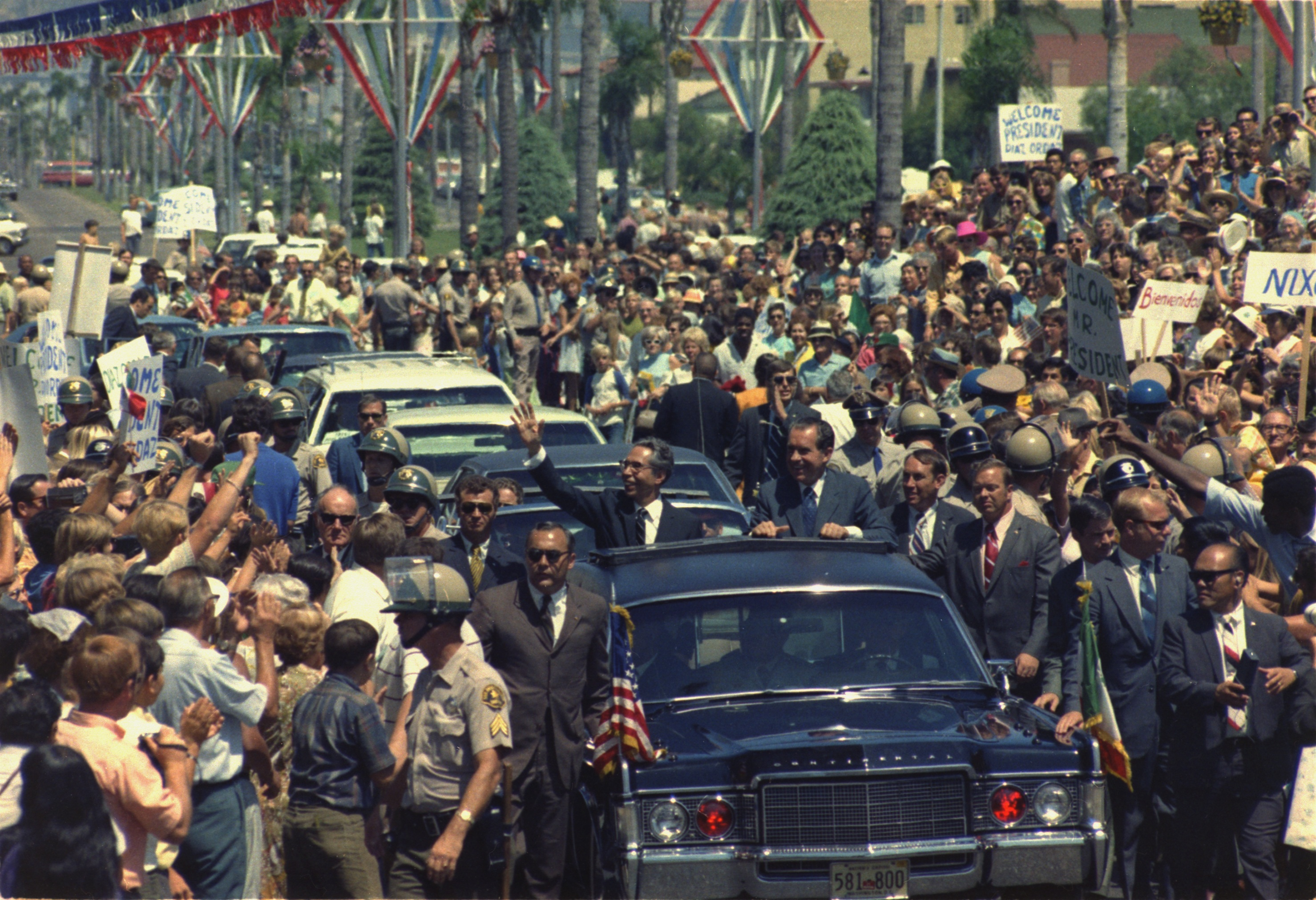
Presidente Díaz Ordaz (esq.) desfilando em carro aberto em San Diego (CA), com Richard Nixon.

Durante seu mandato, constituiu-se uma forte ligação com o governo norte-americano, dando continuidade ao que já vinha se consolidando durante o mandato de López Mateos.

Seguindo o exemplo de seu antecessor, realizou diversos encontros com autoridades norte-americanas, criando uma estrita amizade com os presidente Lyndon Johnson e Richard Nixon. Essa diplomacia tão próxima, tornou-se motivo de rumores entre os mexicanos, isso até os dias de hoje. Uma incômoda dúvida se o presidente Díaz Ordaz seria ou não um informante da CIA

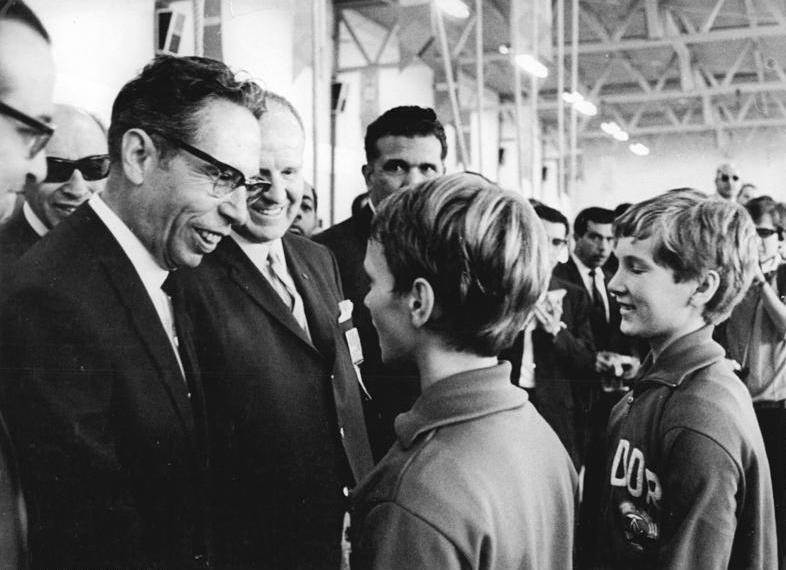
Gustavo Díaz Ordaz cumprimentando os jogadores soviéticos nas Olímpiadas de 1968.

### Autoritarismo
| “ | "Temos sido tolerantes, porém excessivamente criticados. Mas tudo tem um limite." | ” |

- Gustavo Díaz Ordaz Bolaños
Por outro lado, mostrou-se autoritário por diversas vezes durante seu mandato. A primeira delas foi durante a greve dos médicos, em 1965.
Profissionais da área reivindicavam melhores condições de trabalho, quando diversas de suas manifestações, passaram a ser duramente reprimidas.
Esse movimento abriu caminho para diversos outros, sendo o movimento, um dos mais emblemáticos, culminando no Massacre de Tlateloco, em 2 de outubro de 1968, 10 dias antes dos jogos olímpicos, que seriam realizados no México.

### O Caso Rius
Díaz Ordaz detestava às caricaturas e piadas que eram feitas por conta de seu aspecto físico. Em um determinado, ao ser comparado a um chimpanzé pelo cartunista Eduardo del Río (que assinava sua obras com o pseudônimo Rius), ordenou a prisão ilegal do mesmo.
Era janeiro de 1969, Eduardo foi abordado por dois elementos à paisana, que apenas se identificaram como agentes da Dirección Federal de Seguridad.
O cartunista foi levado até um quartel, posteriormente, levado a um local remoto nos arredores de Toluca. Ali sofreu forte terror psicológico dos militares, mas graças a seu tio, o ex-presidente Lázaro Cardeñas, teve sua vida poupada.
Lázaro procurou pessoalmente Díaz Ordaz, a quem pediu que se respeitasse a vida de seu sobrinho. Suspendendo assim a eminente execução.
Ainda em 1969, Díaz Ordaz indicou Luis Echeverría Álvarez, então Secretario de Gobernación, como seu sucessor. Díaz Ordaz entregou-lhe a faixa presidencial em 1º de dezembro de 1970.

## Pós-Presidência e Morte
Em 1977, o presidente José López Portillo o nomeou para a embaixada do México na Espanha. Ele viria a ser o primeiro em 40 anos, pois o regime franquista não era reconhecido pelo México. Porém Díaz Ordaz renunciou uma semana depois, por problemas de saúde.
Faleceu em 15 de julho de 1979, aos 68 anos de idade, após um longo período de enfrentamento de um câncer de pâncreas, que se espalhou, provocando uma parada cardíaca.

## Vida Pessoal
Gustavo sempre foi lembrado por amigos e familiares como uma pessoa perfeccionista.
Durante a juventude, levado por sua paixão pela música, aprendeu a tocar violão. Já na vida adulta, adotou o hábito de montar quebra-cabeças como um de seus passatempos.
Casou-se com Guadalupe Borja, sua paixão da adolescência. Ele foi tio de Roberto Gómez Bolaños, conhecido cômico mexicano e criador dos personagens Chaves, Chapolin e Chespirito, entre outros.
Irma Serrano (uma das atrizes mais conceituadas da época), assegurou ter tido um caso com Díaz Ordaz durante seu mandato como presidente, citando até mesmo alguns presentes luxuosos recebido dele, como jóias e casas em bairros nobres da capital.